# Kigoma (Kigoma)
Kigoma è una circoscrizione urbana (urban ward) della Tanzania situata nel distretto urbano di Kigoma-Ujiji, regione di Kigoma. Conta una popolazione di 6 908 abitanti (censimento 2012).